# 久保勇

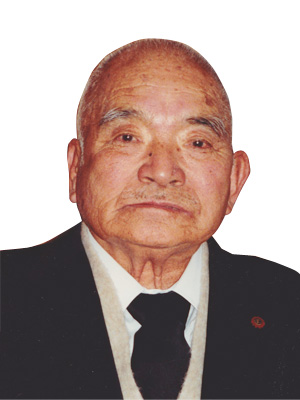
久保勇

久保 勇（1908年〈明治41年〉10月28日 - 1990年〈平成2年〉4月8日）は、徳島県出身の剣道家、銃剣道家、教育者、大日本帝国陸軍近衛師団。柳生神影流第十一世、久武館道場第三代館長、剣道七段範士、銃剣道八段範士。陸軍戸山学校卒。

## 人物
徳島県阿波郡市場町（現阿波市市場町）出身。大日本帝国陸軍近衛師団所属。近衛師団では中隊・大隊・連隊のいずれも銃剣道一位の実績を残す。近衛師団が全国の選抜された兵から編成されることを考慮すると日本有数の腕前である。当時、近衛師団の剣道指南中であった柳生神影流第十世であり大日本忠孝館道場館長の久保義八郎の目にとまり、娘婿として迎えられ大日本忠孝館道場にて柳生神影流を伝授される。
その後、徳島に帰郷し久武館道場第三代館長、柳生神影流十一代目に就任する。徳島では久武館道場を切り盛りする傍ら、旧制麻植中（現在徳島県立川島高等学校）武道教授として勤務していた。
太平洋戦争の敗戦後、武道は禁止され自らは公職追放により旧制麻植中武道教授を解任される。武道禁止の間に多くの武道場が廃業に追い込まれたが、全日本剣道連盟や全日本銃剣道連盟成立後は、石井中学、高浦中学の剣道部を設立し自ら武道教授を務め、徳島県剣道連盟では長年審議員や理事、相談役を歴任しスポーツ剣道の普及に尽力した。徳島県銃剣道連盟では長年審議員を務め時代と共に縮小していく銃剣道を当時のまま伝える希少な人物として一目置かれていた。
上記以外の久保勇の業績としては、久武館道場歴代館長である柳生神影流第九世 久保源次郎利雄、柳生神影流第十世 久保義八郎より柳生神影流やそれに付帯する柳生神影流武道神事を継承し後世に伝えたことである。久武館道場第四代館長であり柳生神影流第十二世である久保孝志は早世したため、孫に当たる戸村博史に伝承した。現在でも久保勇が第三代館長を務めた久武館道場は、徳島県のシンボルでありかつて武道信仰の本山であった剣山に江戸時代より続く武道神事や伝承形を奉納している唯一の武道場になっている。
近年は、剣山だけではなく徳島県内では阿波国一之宮である大麻比古神社、徳島県外では山城国一之宮である賀茂御祖神社（下鴨神社）、和泉国一之宮である大鳥大社、香川県の白鳥神社など武道信仰の厚い名社に柳生神影流（正式名 阿州柳生神影流兵法剣術）やそれに付帯する柳生神影流武道神事を奉納演武している。

## 関連人物
- 大塚博紀（和道流空手道流祖、大日本忠孝館道場で久保義八郎より柳生神影流を伝授）
- 久保菜穂子（女優、柳生神影流十世 久保義八郎六女）
- 上田博章（元朝日放送アナウンサー、大日本忠孝館道場門下生）
- コン・ヒロシ（漫画家・徳島市出身、戦時中久武館道場に疎開）

## 関連書籍
- 忠孝の大道（昭和９年農民社発行、柳生神影流十世 久保義八郎著書）
- 大義武士道訓：五十六箇条武道初心集（昭和19年鶴書房発行、柳生神影流十世 久保義八郎著書）